# 中国刺皮耳
中国刺皮耳（学名：Heterochaete sinensis）是属于银耳目银耳科刺皮耳属的一种真菌，群生于阔叶树枯枝上。该种分布于中国等地。其种加词“sinensis”意为“中华的”。